# Edie Brickell & New Bohemians
Edie Brickell & New Bohemians — альтернативний рок-гурт, який виник у Далласі, штат Техас, у середині 1980-х років. Гурт широко відомий своїм хітом 1988 року «What I Am» з альбому Shooting Rubberbands at the Stars. Їхня музика містить елементи року, фолку, блюзу та джазу. Після випуску в 1990 році їхнього другого альбому Ghost of a Dog, солістка Еді Брікелл покинула гурт і вийшла заміж за співака і автора пісень Пола Саймона. У 2006 році вона та гурт запустили новий веб-сайт і випустили новий альбом «Stranger Things».

## Рання історія
New Bohemians починали як гурт із трьох учасників на початку 1980-х років, набираючись досвіду в районі Діп Еллум у центрі Далласа, штат Техас. Оригінальний склад включав Бреда Хаузера на вібраслапі, Еріка Прессвуда на гітарі та Брендона Елі на барабанах.
Барабанщик Елі, гітарист Кенні Вітроу та перкусіоніст Джон Буш навчалися в одній школі Arts Magnet у Далласі, Booker T. Washington High School for Performing and Visual Arts. Співачка Еді Брікелл також ходила в цю школу. Однак інші впізнали її лише пізніше. За словами Хаузера, Еді була там заради мистецтва. Хаузер відвідував середню школу Хіллкрест і жив у тому ж районі, що й інші. Він грав у різних місцевих гуртах, таких як The Knobs, до якої входив Кенні, а також був у Munch Puppies.
Додаткові основні члени приєдналися в 1985 році. Еді стала співачкою після того, як її запропонували приєднатися до гурту на сцені під час шоу. Невдовзі після першого концерту місцевого агента, який бронював гурти в Rick's Casablanca, привели послухати гурт. Гурт підписав шестимісячний контракт на управління, який приніс із собою краще оплачувані концерти в Rick's. Коли шість місяців закінчилися, вони почали регулярно виступати в Deep Ellum. Прессвуд пішов, а Кенні Вітроу приєднався як гітарист, відігравши свій перший концерт у липні 1985 року в Starck Club у Далласі. У вересні того ж року до гурту приєднався Джон Буш на перкусії. Його перше шоу з гуртом відбулося 12 вересня 1985 року в пабі Poor David's у Далласі, коли гурт агітував із Бо Діддлі.
«New Bos» були місцевим фаворитом, збираючи шанувальників у тепер уже відомих закладах Deep Ellum, таких як Theatre Gallery, 500 Cafe і Club Dada. Вони також були постійними виконавцями на щорічному ярмарку Фрай Стріт в кампусі Університету Північного Техасу в Дентоні, штат Техас. У цей період історії гурту ім'я Еді не використовувалося в назві гурту.
Їхній дебютний альбом «Shooting Rubberbands at the Stars» мав комерційний успіх і створив топ-10 американських хітів «What I Am». Наступний альбом, Ghost of a Dog, був менш успішним. Незабаром після виходу альбому New Bohemians розпалися.

## Остання активність
В останні роки New Bohemians випустили компіляції та концертний альбом, а також записали новий матеріал. У середині 1990-х Брікелл, Буш і Вітроу возз'єдналися під назвою The Slip. У 2006 році нинішні учасники возз'єдналися для запису та туру з випуском Stranger Things.
Картер Альбрехт був убитий у Далласі 3 вересня 2007 року.
Пісня гурту «Circle» з'явилася в епізодах «Cold Case», «Ugly Betty» та «Wet Hot American Summer: 10 Years Later», а у 2013 році поп-панк-гурт Bowling for Soup записала її в альбомі Обід. П'яний. Кохання.
Гурт грав наживо на музичному фестивалі North Oak Cliff у жовтні 2014 року з поточним складом, а також клавішником і мультиінструменталістом Метом Хаббардом.

## Члени

### Поточні учасники
- Брендон Елі — ударні
- Еді Брікелл — вокал, гітара
- Джон Волтер Буш — перкусія
- Джон Бредлі Хаузер — бас-гітара, дерев'яні духові інструменти
- Кеннет Ніл Вітроу — гітара

### Попередні учасники
- Картер Альбрехт — клавішні, електрогітара, гармоніка, вокал (помер у 2007 році)
- Вес Берт-Мартін — гітара
- Метт Чемберлен — ударні
- Ерік Прессвуд — гітара
- Кріс Вітлі — клавішні
- Кріс Віттен — ударні
- Пол «Вікс» Вікенс — клавішні

## Дискографія

### Альбоми

#### Студійні альбоми
| Назва                                                                                | Деталі альбому                                                                                          | Пікові позиції на діаграмі | Пікові позиції на діаграмі | Пікові позиції на діаграмі | Пікові позиції на діаграмі | Пікові позиції на діаграмі | Пікові позиції на діаграмі | Пікові позиції на діаграмі | Пікові позиції на діаграмі | Пікові позиції на діаграмі | Сертифікати                                  |
| Назва                                                                                | Деталі альбому                                                                                          | Billboard 200              | AUS                        | AUT                        | RPM                        | НІМЕЦЬКА                   | Італія                     | Нідерланди                 | Нова Зеландія              | Великобританія             | Сертифікати                                  |
| ------------------------------------------------------------------------------------ | --- | -------------------------- | -------------------------- | -------------------------- | -------------------------- | -------------------------- | -------------------------- | -------------------------- | -------------------------- | -------------------------- | -------------------------------------------- |
| Стрільба по зірках                                                                   | - Випущено: 9 серпня 1988 року - Позначка: Geffen - Формати: CD, LP, MC                                 | 4                          | 31                         | 12                         | 3                          | 29                         | 5                          | 33                         | 10                         | 25                         | - Великобританія: золото - США : 2 × платина |
| Привид собаки                                                                        | - Випущено: 30 жовтня 1990 р - Позначка: Geffen - Формати: CD, LP, MC                                   | 32                         | 148                        | —                          | 43                         | —                          | —                          | —                          | —                          | 63                         |                                              |
| Чужі речі                                                                            | - Випущено: 25 липня 2006 р - Позначка: фентезі - Формати: CD                                           | —                          | —                          | —                          | —                          | —                          | —                          | —                          | —                          | —                          |                                              |
| Ракета                                                                               | - Випущено: 12 жовтня 2018 р - Позначка: Verve Forecast - Формати: CD, LP, цифрове завантаження         | —                          | —                          | —                          | —                          | —                          | —                          | —                          | —                          | —                          |                                              |
| Мисливець і собака зірка                                                             | - Випущено: 19 лютого 2021 р - Позначка: Shuffle/ Thirty Tigers - Формати: CD, LP, цифрове завантаження | —                          | —                          | —                          | —                          | —                          | —                          | —                          | —                          | —                          |                                              |
| «—» позначає релізи, які не потрапили в чарти або не були випущені на цій території. | |                            |                            |                            |                            |                            |                            |                            |                            |                            |                                              |

### Сингли
| Назва                                                                                | Year | Пік в чарті       | Пік в чарті | Пік в чарті | Пік в чарті | Пік в чарті | Пік в чарті | Пік в чарті | Пік в чарті | Пік в чарті | Пік в чарті | Альбом                                |
| Назва                                                                                | Year | Billboard Hot 100 | US Alt      | US Main     | AUS         | CAN         | IRE         | IT          | NL          | NZ          | UK          | Альбом                                |
| ------------------------------------------------------------------------------------ | ---- | ----------------- | ----------- | ----------- | ----------- | ----------- | ----------- | ----------- | ----------- | ----------- | ----------- | ------------------------------------- |
| «What I Am»                                                                          | 1988 | 7                 | 4           | 9           | 18          | 1           | 23          | 14          | —           | 11          | 31          | Shooting Rubberbands at the Stars     |
| «Little Miss S.» [airplay]                                                           | 1989 | —                 | 14          | 38          | —           | —           | —           | —           | —           | —           | —           | Shooting Rubberbands at the Stars     |
| «Circle»                                                                             | 1989 | 48                | —           | 32          | 80          | 35          | —           | —           | 39          | —           | 74          | Shooting Rubberbands at the Stars     |
| «Love Like We Do»                                                                    | 1989 | —                 | —           | —           | —           | —           | —           | —           | —           | —           | —           | Shooting Rubberbands at the Stars     |
| «A Hard Rain's a-Gonna Fall»                                                         | 1990 | —                 | 21          | 28          | 85          | —           | —           | —           | —           | —           | 83          | Born on the Fourth of July soundtrack |
| «Mama Help Me»                                                                       | 1990 | —                 | 17          | 26          | 165         | 89          | —           | —           | —           | —           | —           | Ghost of a Dog                        |
| «Black & Blue»                                                                       | 1991 | —                 | —           | —           | —           | —           | —           | —           | —           | —           | —           | Ghost of a Dog                        |
| «One Last Time»                                                                      | 2006 | —                 | —           | —           | —           | —           | —           | —           | —           | —           | —           | Stranger Things                       |
| «What Makes You Happy»                                                               | 2018 | —                 | —           | —           | —           | —           | —           | —           | —           | —           | —           | Rocket                                |
| «Tell Me»                                                                            | 2018 | —                 | —           | —           | —           | —           | —           | —           | —           | —           | —           | Rocket                                |
| «Exaggerate»                                                                         | 2019 | —                 | —           | —           | —           | —           | —           | —           | —           | —           | —           | Rocket                                |
| «My Power»                                                                           | 2020 | —                 | —           | —           | —           | —           | —           | —           | —           | —           | —           | Hunter and the Dog Star               |
| «—» позначає релізи, які не потрапили в чарти або не були випущені на цій території. |      |                   |             |             |             |             |             |             |             |             |             |                                       |

## Нагороди та номінації
| Year | Awards                           | Work                         | Category                    | Result    |
| ---- | -------------------------------- | ---------------------------- | --------------------------- | --------- |
| 1988 | Billboard Music Awards           | «What I Am»                  | Top Modern Rock Track       | Номінація |
| 1989 | International Rock Awards        | Themselves                   | Newcomer of the Year        | Номінація |
| 1989 | Pollstar Concert Industry Awards | Tour                         | Small Hall Tour of the Year | Номінація |
| 1989 | Pollstar Concert Industry Awards | Tour                         | Best Debut Tour             | Номінація |
| 1989 | MTV Video Music Awards           | «What I Am»                  | Best New Artist             | Номінація |
| 1990 | ASCAP Pop Music Awards           | «What I Am»                  | Most Performed Song         | Перемога  |
| 1990 | MTV Video Music Awards           | «A Hard Rain's a-Gonna Fall» | Best Video from a Film      | Номінація |
| 1991 | MTV Video Music Awards           | «Mama Help Me»               | Best Art Direction          | Номінація |